# Nihon keizai shinbun
Nihon keizai shinbun (日本経済新聞, littéralement « Journal économique du Japon »), ou simplement Nikkei (日経), est un quotidien économique japonais fondé en 1876.
Acteur médiatique majeur à l'échelle mondiale, par sa diffusion, il est sans conteste le plus important quotidien économique du monde. Par la qualité de l’information, il fait partie, avec le Wall Street Journal et le Financial Times, du cercle des grands titres internationaux. Avec 1 300 journalistes et 90 bureaux (dont 32 hors du Japon), il offre des analyses économiques mais aussi politiques.

## Histoire
En 2015, le journal tire 2,7 millions d'exemplaires chaque matin, et possède 430 000 abonnés payants en ligne. Lu par les cadres d'entreprises et par 90 % des dirigeants japonais, ce quotidien n'hésite pas à défier le gouvernement conservateur et les chefs d'entreprises quand il juge que le libéralisme est menacé[réf. souhaitée].
Le groupe Nihon keizai shimbun-sha édite également Nikkei sangyō shinbun (日経産業新聞), Nikkei MJ (日経MJ) et les hebdomadaires Nikkei Veritas (日経ヴェリタス), Nikkei Weekly (日経ウィークリー) et Nikkei Asian Review. Le dernier, qui a son siège à Bangkok, est publié en anglais.
Le 23 juillet 2015 est annoncé l'achat par le groupe du quotidien Financial Times au britannique Pearson pour 844 millions de livres (1,19 milliard d’euros). Cette acquisition est la plus importante jamais réalisée par une entreprise de médias japonaise.